# 西特里普拉县

西特里普拉县位于特里普拉邦西部

西特里普拉县是印度特里普拉邦所辖的一个县。该县面积983.63 km²，总人口1,530,531（2001年），县治位于阿加尔塔拉。

## 行政区划
西特里普拉县含3个乡：
- 沙德乡（Sadar Subdivision）
- Mohanpur 乡（Mohanpur Subdivision）
- Jirania 乡（Jirania Subdivision）

西特里普拉县含16个街区。